# باب مارشال-اندروز
رابرت گراهام مارشال-اندروز (Robert Graham Marshall-Andrews)، مشاور حقوقی ملکه (QC) (زادهٔ ۱۰ آوریل ۱۹۴۴)، یک وکیل مدافع، مؤلف و سیاست‌مدار بازنشسته اهل انگلستان است که از ۱۹۹۷ تا ۲۰۱۰ میلادی به عنوان نمایندهٔ کارگر پارلمان بریتانیا از حوزه انتخابیه مدوی خدمت می‌کرد. در انتخابات سراسری ۲۰۱۷ او حزب پیشین خود را رها کرده و از حزب مخالف، لیبرال دموکرات‌ها پشتیبانی کرد.

## اوایل زندگی و حرفه
مارشال-اندروز در مدرسه میل هیل آموزش دیده و متعاقب آن وارد دانشگاه بریستول شد، جای که او حقوق خواند و در خواب‌گاه ویلز زندگی نمود. او به عنوان وکیل مدافع، شدیدترین انواع جرایم و خطرناک‌ترین مجرمین را به دادگاه کشانده و در جعل تجاری تخصص دارد. کتاب راهنمای حقوقی چامبرز او را به عنوان «توان‌مند در امر جلب کردن توجه هیئت ژوری» و «بسیار آماده [...] درخشندگی وی هنگام معرفی ثابت می‌شود» توصیف می‌کند. او عضو انجمن هیئت وکلاء کیفری است، او توسط هیئت وکلاء هان کان فراخوانده شد، جای که او برای پی‌گیری پرونده‌های جدی در آنجا باقی‌ماند. دانشگاه بریستول در ۲۰۱۵ میلادی به او مدرک افتخاری دکترای حقوق را اعطاء نمود.
مارشال-اندروز در ۱۹۷۱ میلادی به حزب کارگر پیوست و در انتخابات اکتبر ۱۹۷۴ از حوزه انتخابیه ریچموند، ساری وارد مبارزات انتخاباتی شد. از او درخواست گردید تا در ۱۹۹۲ میلادی از حوزه انتخابیه مدوی وارد انتخابات شود، اما او این کرسی را به متصدی محافظه کار، دیم پیگی فینر باخت. او عضو انجمن وکلاء دادگستری کارگر به‌نام صلح‌سبز و همچنین عضو سازمان خیریه وودلند تراست است.

## حرفه پارلمانی

### دوره‌های پارلمانی نخست (۱۹۹۷–۲۰۰۵ میلادی)
مارشال-اندروز با برنده شدن در انتخابات سراسری ۱۹۹۷ وارد پارلمان شد. تصور براین بود که او عضو جناح چپ-لیبرال حزب کارگر است، او عضو گروه مبارزه سوسیالیستی بود، اما برخلاف سایر اعضای این گروه او دارای پس‌زمینه اتحادیه-صنفی‌گرایی نبود. او در انتخابات ۲۰۰۱ میلادی مجدداً انتخاب گردیده و مستقیماً به مسائل مهاجرت پرداخت. او به یک رأی‌دهنده گفت، «تفاوت میان من و تو این است که تو یک نژادپرست هستی و من نیستم». «و تو تحت هیچ شرایطی اجازه نداری تا به من رأی بدهی، تو برای من رأی نخواهی داد»!
پس از این‌که چند مدتی از انتخاب او به عنوان نماینده پارلمان گذشت و او مشغول کمک به ترتیب قانون منع سلاح دستی بود، به یک آزاردهنده کرسی‌های جلوی حکومت در پارلمان مبدل شد. او برای دفعات مدیدی علیه حکومت شورش نمود (از جمله ۲۰ شورش در دوره ۲۰۰۵ پارلمان بود) و بیشتر آن‌ها در مورد مسائل مرتبط با آزادی مدنی بودند. به‌ویژه، او توانست به‌طور موفقیت‌آمیز بر علیه پیشنهادهای مبنی بر محدود سازی حق داشتن دادگاه ژوری و معرفی توقیف اجرائی ۹۰ روزه بدون دادگاه، مقابله نماید. او یکی از طلیعه‌داران مخالفت با جنگ عراق بود.

### دوره بعدی (۲۰۰۵ – ۲۰۱۰ میلادی)
در جریان شب انتخابات سراسری ۲۰۰۵، مارشال-اندروز در تلویزیون ملی ظاهر شد تا قبل از اعلام رسمی، در مورد شکست پیش‌بینی شده خودش صحبت نماید، او بیان داشت که این خبر تنها خبری خوب خواهد بود که تونی بلیر امشب به‌دست می‌آورد و حملات کوبنده‌ای را بر نخست‌وزیر آغاز کرد. هرچند، او توانست کرسی خود را، با اکثریت باریک و به‌دست آوردن ۲۱۳ رأی بیشتر، حفظ نماید.
تمایل شدید وی به شورش، همراه با رفتار دوستانه وی نسبت به بیشتر نمایندگان محافظه‌کار پارلمان، باعث شد تا او در میان حزب خودش نا محبوب شود. براساس گزارش روزنامه تایمز، نمایندگان ارشد کارگر تقاضای گرفتن امتیاز حزبی از مارشال-اندروز را نمودند تا عبرتی باشد برای سایر ۴۹ نماینده کارگر پارلمان که بر علیه برنامه‌های حکومت برای توقیف ۹۰ روزه مضنون‌های دهشت‌افگنی، شورش کردند.
هنگام وقفه‌ای در گفت‌وگوی قانون دهشت‌افگنی در ۹ نوامبر ۲۰۰۵، مارشال-اندروز در حال صحبت با نمایندگان محافظه‌کار پارلمان شامل اندرو میچل، گریگ نایت و دامیان گرین در تالار انتظار مجلس عوام دیده شده بود. نماینده کارگر پارلمان، بَری شیرمان او را مورد نکوهش قرار داد. یکی دیگر از نمایندگان کارگر پارلمان، جیم دوود مداخله نموده و در مرحله‌ای تلاش کرد تا مارشال-اندروز را کنترل کند. دوود و چندین مشاهده کننده دیگر می‌گویند که او در مورد دوود گفت، «او یک فگت دیگر است». این رویداد نزدیک به دست به یقه شدن یکدیگر توسط شلاق حزبی، تام واتسون خاموش گردید، اما به‌طور گسترده‌ای گزارش شد. مارشال-اندروز متعاقباً تأکید کرد که او در واقع «faccio» داد زده بود، faccio یک واژه ایتالیایی به معنی مادونِ نوکر است که گفته می‌شود واژه عامیانه «هم‌جنس‌باز/ fag» از آن مشتق می‌شود. در ۳۱ اکتبر ۲۰۰۶، مارشال-اندروز یکی از ۱۲ نماینده کارگر پارلمان بود که از درخواست پلاید سیمرو و حزب ملی اسکاتلند مبنی بر بررسی‌ای در مورد جنگ عراق، پشتیبانی کرد. علی‌رغم داشتن موضع چپ‌گرایی، او در انتخابات ۲۰۰۷ رهبری حزب کارگر، گوردون براون (به‌جای جان مک‌دونلا) را برای سمت رهبری حزب و پیتر هاین را در همان زمان به عنوان معاون رهبری حزب حمایت کرد.
در ۱۵ ژوئن ۲۰۰۸، مارشال-اندروز دوباره علیه وزیر کابینه پیشین کارگر تونی بین، در رابطه به معرفی حد اکثر ۴۲ روز توقیف بدون حکم محکمه برای مضنون‌های دستگیر شده، شورش نموده و از پیکار نماینده محافظه‌کار پارلمان به‌نام دیوید داویس برای کنار رفتن تونی بین از نمایندگی پارلمان و برگزاری یک انتخابات‌میان دوره‌ای در حوزه انتخابیه وی حمایت کرد. این چنین یک اقدام طبیعتاً بر علیه قواعد حزبی است، با این حال مارشال-اندروز بدین عقیده بود که بیرون کردن وی از شلاق حزب کارگر غیرمحتمل بود، چون حزب احتمالاً نمی‌خواست تا نام‌زدی دیگر بر علیه داویس در انتخابات میان‌دوره ظهور کند. او با این اقدام خود احساس کرد که در رابطه به تدابیری که باعث ایجاد مقاومت قوی در میان نمایندگان کارگر پارلمان و طرف‌داران شد، «صدای یک قسمت قابل ملاحظه حزب کارگر شنیده شد».
در دسامبر ۲۰۰۸، مارشال-اندروز به نخستین نماینده کارگر پارلمان مبدل شد که در ملاعام خواستار کناره‌گیری رئیس مجلس، مایکل مارتین در رابطه با پرونده دستگیری دامیان گرین شد.
در ۱۷ ژوئیه ۲۰۰۷، او اعلام کرد که در انتخابات بعدی از کرسی خود به عنوان نماینده کارگر پارلمان کنار خواهد رفت و در انتخابات سراسری ۲۰۱۰، مجلس عوام را ترک کرد.

### مصارف
در ۲۰۰۹ میلادی، دریافته شد که مارشال-اندروز برای هزینه‌های خود در خانه دومی‌اش، ۱۱۸٬۰۰۰ پوند تقاضا نموده‌است.

## سایر فعالیت‌ها و اواخر زندگی
مارشال-اندروز چندین رمان نوشته‌است، از جمله کاخ فرزانگی (که توسط انتشارات هامیش هیملتون و پنگوئن در ۱۹۸۹ میلادی به چاپ رسید، این کتاب همچنین در ایالات متحده و فرانسه به چاپ رسیده و در آلمان پُر فروش‌ترین کتاب سال شد) و مرد بدون تقصیر (که توسط انتشارات میتوین در ۲۰۰۲ میلادی به چاپ رسید). در همین اواخر، رمان کاملی و دفتر خاطرات گم‌شده ساموئل پیپیز در ۲۰۱۶ میلادی توسط انتشارات وایت‌فاکس منتشر شد. خاطرات سیاسی وی تحت عنوان خارج از خط حزبی در ۲۰۱۱ میلادی توسط انتشارات پروفایل منتشر گردید. او مقاله‌های در روزنامه‌های ملی (دیلی تلگراف، گاردین، ایندیپندنت، سَندی تایمز) و مجله‌های دوره‌ای (نیو استیتس‌مان، مجله پارلمان به‌نام هاوز و تریبیون) نوشته‌است.